# Arcidiocesi di Đakovo-Osijek

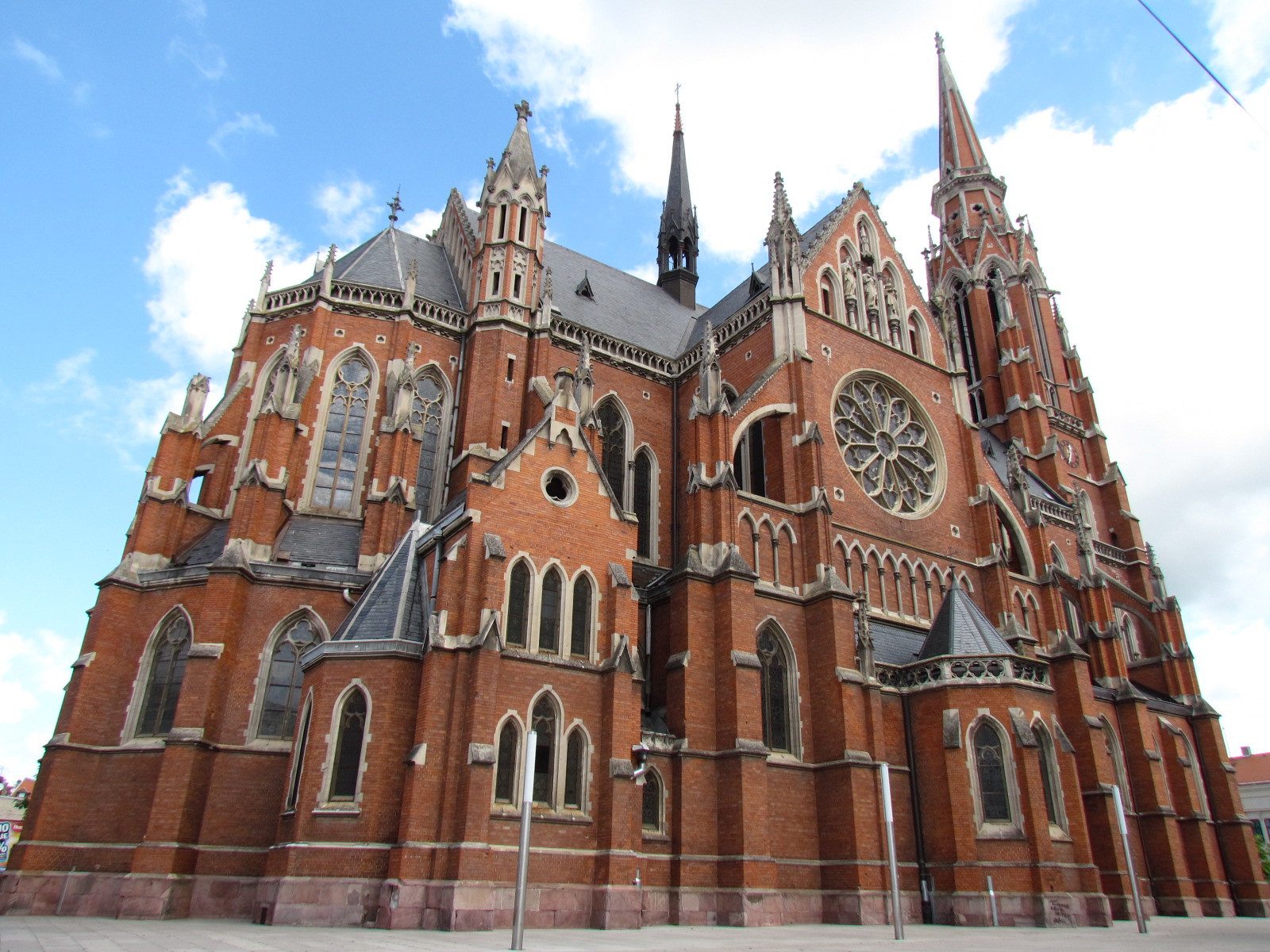
La concattedrale dei Santi Pietro e Paolo di Osijek

L'arcidiocesi di Đakovo-Osijek (in latino Archidioecesis Diacovensis-Osijekensis) è una sede metropolitana della Chiesa cattolica in Croazia. Nel 2023 contava 388.305 battezzati su 464.677 abitanti. È retta dall'arcivescovo Đuro Hranić.

## Territorio
L'arcidiocesi comprende la Slavonia, in Croazia.
Sede arcivescovile è la città di Đakovo, dove si trova la cattedrale di San Pietro. A Osijek si erge la concattedrale dei Santi Pietro e Paolo.
Il territorio è suddiviso in 153 parrocchie.

## Storia

### Diocesi di Bosnia
La diocesi di Bosnia fu eretta nell'XI secolo, raccogliendo l'eredità della preesistente diocesi Boestoensis o Bistuensis il cui vescovo Andrea sottoscriveva gli atti del sinodo di Salona negli anni 530 e 533.
La sede vescovile era probabilmente Mošunj vicino a Traù, o meno probabilmente, l'odierna Zenica. Probabilmente l'antica diocesi era suffraganea di Spalato.
A seguito della distruzione di Sirmio (582) e di Salona (614-615) per mano degli Avari, le antiche circoscrizioni ecclesiastiche furono travolte e saranno ripristinate nell'VIII secolo, quando questi territori saranno soggetti all'influenza della sede romana.
La diocesi di Bosnia compare in una bolla di papa Clemente III, dove è elencata fra le suffraganee dell'arcidiocesi di Antivari. In precedenza compariva in elenchi di diocesi (taktike) risalenti agli anni 1060-1075. Nel 1120 entrò nella provincia ecclesiastica dell'arcidiocesi di Ragusa. Adottava lo slavo ecclesiastico come lingua liturgica.
Nel corso del XIV secolo lo zelo missionario dei francescani fece registrare un aumento del numero dei cattolici.
Nel 1469 il vescovo Benedikt Levey trasferì la sede vescovile a Đakovo in Slavonia, regione che allora era popolata da ariani e bogomili, tanto che il vescovo dovette provvedere a costruzioni di difesa. È qui che era stato sepolto il beato vescovo francescano Pellegrino di Sassonia, che aveva fondato una scuola latina, che durerà fino alla conquista turca della città (1537).

### Diocesi di Bosnia e Sirmio in Đakovo
Il cattolicesimo rifiorì dopo la cacciata dei Turchi nella seconda metà del XVII secolo. Nel 1690 il vescovo Nikola Ogramić riprese possesso della sua residenza a Đakovo ed iniziò l'opera di ricostruzione e di riorganizzazione della diocesi. Il suo successore Đuro Patačić costruì la cattedrale (1708-1709) e dette inizio alla costruzione del nuovo palazzo episcopale, ultimato nell'Ottocento.
Le diocesi di Bosnia e di Sirmio furono unite aeque principaliter e in perpetuum il 9 luglio 1773 con il breve Universis orbis Ecclesiis di papa Clemente XIV. Anton Mandić inaugurò il seminario diocesano nel 1806, mentre Josip Juraj Strossmayer ricostruì la cattedrale.
Il 18 novembre 1963 in forza del decreto Per apostolicas litteras della Congregazione Concistoriale la diocesi ha assunto il nome di "diocesi di Đakovo o Bosnia e Sirmio".

### Arcidiocesi di Đakovo-Osijek
Il 18 giugno 2008 furono pubblicate due bolle di papa Benedetto XVI. Con la Pastorali navitati fu ripristinata l'antica diocesi di Sirmio, separando da quella di Bosnia il territorio della Sirmia, parte della Voivodina. Con la Ad totius dominici, la precedente diocesi di Đakovo o di Bosnia fu elevata al rango di arcidiocesi metropolitana con il nuovo nome di Đakovo-Osijek; le furono assegnate due sedi suffraganee, Požega e la stessa Sirmio.

## Cronotassi dei vescovi
Si omettono i periodi di sede vacante non superiori ai 2 anni o non storicamente accertati.

### Vescovi di Bosnia
- Vladislav † (circa 1141)
- Milovan † (circa 1151)
- Radogost † (circa 1171)
- Dragonja † (circa 1202)
- Bratoslav † (circa 1210)
- Vladimir † (circa 1223 - 1233?)
- Giovanni di Wildeshausen, O.P. † (1233 - 1235 dimesso)
- Ponsa (Povša), O.P. † (2 aprile 1238 - 1271 ?)
- Rolando, O.P. † (1272 - 1280)
- Andrej, O.P. † (1280 - 1287)
- Toma de Szentmgocs † (1287 - 1299)
- Nikola † (1299 - 28 luglio 1309 nominato vescovo di Győr)
- Grgur, O.E.S.A. † (1308 - 1313 dimesso)
- Guichard, O.S.B. † (14 marzo 1314 - 1317 dimesso)
  - Benedek † (1316 - 1317 nominato arcivescovo di Ragusa) (amministratore apostolico)
- Petar I, O.P. † (1317 - 8 dicembre 1333 deceduto)
- Lorenzo Lorandi † (9 dicembre 1336 - 1347)
- Bongiovanni † (1348 - 28 gennaio 1349 nominato vescovo di Fermo)
- Beato Pellegrino di Sassonia, O.F.M. † (28 gennaio 1349 - 2 gennaio 1356 deceduto)
- Péter II † (28 febbraio 1356 - 23 gennaio 1376 nominato vescovo di Győr)
- Dominik, O.P. † (23 gennaio 1376 - 1381 deceduto)
- Đuro (Juraj) † (1383 - 1385 deposto)
- Ivan Lisco † (2 gennaio 1388 - 1408 deceduto)
- Benedetto de Benedictis † (13 agosto 1410 - 1426 deceduto)
- Dionysius Jackh de Kusaly † (11 aprile 1427 - 23 luglio 1427 nominato vescovo di Gran Varadino)
- Josip de Bezza † (15 marzo 1428 - 1443 deceduto)
- Rafael Herczog † (18 marzo 1448 - 31 agosto 1450 nominato arcivescovo di Kalocsa)
- Mihael † (17 marzo 1451 - 1452)
- Fülöp Gothali † (27 novembre 1452 - 1456 deceduto)
- Pál de Chomystra † (30 maggio 1457 - 1463 deceduto)
- Benedikt Levey † (5 novembre 1466 - 1488 deceduto)
- Matija de Várda † (21 novembre 1488 - 1488 deceduto)
- Stjepan Crispo † (1489 - 26 febbraio 1490 nominato vescovo di Sirmio)
- Luka Baratin † (10 gennaio 1491 - 4 novembre 1493 nominato vescovo di Csanád)
- Gabril Polgar (Polner, Polver), O.P. † (7 aprile 1494 - maggio 1502 nominato vescovo di Sirmio)
- Mihály Kesserith † (30 maggio 1502 - 1515 deceduto)
- Donato della Torre † (1515 - ?)
- Juraj de Palina † (1524 - 29 agosto 1526 deceduto)
- Blaž Kovačić, O.F.M. † (1530 - ?)
- Toma Skorojević, O.F.M. † (1540 - 1564)
  - Sede vacante (1564-1573)
- Antonio Poli de Matteis, O.F.M. † (26 agosto 1573 - 1588 deceduto)
- Franjo Baličević, O.F.M. † (14 novembre 1588 - 1600 dimesso)
- Lajos Ujlaky † (20 dicembre 1600 - 1605 deceduto)
- Ferenc Ergely † (30 luglio 1607 - 1609 dimesso[1])
- János Telegdy † (27 gennaio 1610 - 1613 nominato vescovo di Gran Varadino)
  - Támas Balasfy † (circa 1617 - 11 ottobre 1621 nominato vescovo di Vác) (illegittimo)
  - István Sennyey † (11 ottobre 1621 - 6 maggio 1623 nominato vescovo di Vác) (illegittimo)
  - László Deáky † (6 maggio 1623 - ?) (illegittimo)
  - Janos Posgay † (5 settembre 1628 - 1631) (illegittimo)
- Ivan Tomko Mrnavić † (10 novembre 1631 - 1639 deceduto)
- Toma Mrnjavić, O.F.M. † (3 ottobre 1639 - 1645 deceduto)
- Marijan Maravić, O.F.M. † (24 luglio 1647 - 14 settembre 1660 deceduto)
  - Sede vacante (1660-1670)
- Nikola Ogramić, O.F.M. † (1º settembre 1670 - 14 agosto 1700 deceduto)
  - Sede vacante (1700-1702)
  - Petar Stanko Crnković † (25 dicembre 1702 - 20 febbraio 1703 deceduto) (non confermato)
- Đuro Patačić † (12 novembre 1703 - 1º marzo 1716 deceduto)
- Petar Bakić † (7 dicembre 1716 - 5 luglio 1749 deceduto)
- Franjo Thauzy † (1º dicembre 1749 - 24 gennaio 1752 nominato vescovo di Zagabria)
- Josip Antun Čolnić † (20 marzo 1752 - 17 febbraio 1773 deceduto)

### Vescovi di Bosnia e Sirmio
- Matej Franjo Krtica † (20 dicembre 1773 - 31 maggio 1805 deceduto)
- Anton Mandić † (26 agosto 1806 - 11 gennaio 1815 deceduto)
- Emeric Karol Raffay † (22 luglio 1816 - 10 gennaio 1830 deceduto)
- Pál Mátyás Szutsits † (28 marzo 1831 - 13 aprile 1834 deceduto)
- Josip Kuković † (20 settembre 1834 - 2 dicembre 1849 dimesso)
- Josip Juraj Strossmayer † (20 maggio 1850 - 8 maggio 1905 deceduto)
  - Sede vacante (1905-1910)
- Ivan Krapac † (24 maggio 1910 - 17 luglio 1916 deceduto)
  - Sede vacante (1916-1920)
- Antun Akšamović † (22 aprile 1920 - 28 marzo 1942 dimesso[2])
  - Sede vacante (1942-1959)
- Stjepan Bauerlein † (12 ottobre 1959 - 9 agosto 1973 deceduto)
- Ćiril Kos † (6 febbraio 1974 - 6 febbraio 1997 ritirato)
- Marin Srakić (6 febbraio 1997 succeduto - 18 giugno 2008 nominato arcivescovo di Đakovo-Osijek)

### Arcivescovi di Đakovo-Osijek
- Marin Srakić (18 giugno 2008 - 18 aprile 2013 ritirato)
- Đuro Hranić, dal 18 aprile 2013

## Statistiche
L'arcidiocesi nel 2023 su una popolazione di 464.677 persone contava 388.305 battezzati, corrispondenti all'83,6% del totale.
| anno | popolazione | popolazione | popolazione | presbiteri | presbiteri | presbiteri | presbiteri                | diaconi | religiosi | religiosi | parrocchie |
| anno | battezzati  | totale      | %           | numero     | secolari   | regolari   | battezzati per presbitero | diaconi | uomini    | donne     | parrocchie |
| ---- | ----------- | ----------- | ----------- | ---------- | ---------- | ---------- | ------------------------- | ------- | --------- | --------- | ---------- |
| 1950 | 315.000     | 400.000     | 78,8        | 157        | 128        | 29         | 2.006                     |         | 37        | 513       | 118        |
| 1970 | 500.000     | 1.000.000   | 50,0        | 221        | 180        | 41         | 2.262                     |         | 54        | 739       | 147        |
| 1980 | 500.000     | 1.200.000   | 41,7        | 246        | 199        | 47         | 2.032                     |         | 53        | 549       | 166        |
| 1990 | 514.000     | 1.383.000   | 37,2        | 244        | 198        | 46         | 2.106                     |         | 53        | 488       | 173        |
| 1999 | 500.000     | 1.400.000   | 35,7        | 251        | 209        | 42         | 1.992                     |         | 44        | 375       | 178        |
| 2000 | 468.134     | 1.394.720   | 33,6        | 251        | 207        | 44         | 1.865                     |         | 46        | 389       | 178        |
| 2001 | 441.322     | 1.394.364   | 31,7        | 257        | 211        | 46         | 1.717                     |         | 48        | 387       | 178        |
| 2002 | 477.428     | 1.444.293   | 33,1        | 257        | 209        | 48         | 1.857                     |         | 50        | 387       | 178        |
| 2003 | 468.849     | 1.436.825   | 32,6        | 260        | 212        | 48         | 1.803                     |         | 49        | 373       | 178        |
| 2004 | 447.910     | 1.426.818   | 31,4        | 256        | 208        | 48         | 1.749                     |         | 50        | 365       | 180        |
| 2006 | 460.310     | 1.430.620   | 32,2        | 267        | 220        | 47         | 1.724                     | 1       | 49        | 381       | 180        |
| 2010 | 549.489     | 645.499     | 85,1        | 249        | 200        | 49         | 2.206                     | 2       | 51        | 381       | 152        |
| 2013 | 546.000     | 641.000     | 85,2        | 255        | 203        | 52         | 2.141                     | 1       | 53        | 358       | 153        |
| 2016 | 461.000     | 540.400     | 85,3        | 249        | 197        | 52         | 1.851                     | 1       | 54        | 315       | 153        |
| 2019 | 450.423     | 521.984     | 86,3        | 259        | 212        | 47         | 1.739                     | 1       | 50        | 313       | 153        |
| 2021 | 443.800     | 513.500     | 86,4        | 254        | 207        | 47         | 1.747                     | 1       | 50        | 290       | 153        |
| 2023 | 388.305     | 464.677     | 83,6        | 255        | 208        | 47         | 1.522                     | 1       | 49        | 284       | 153        |